# Kuehneana antennata
Kuehneana antennata is een vlinder uit de familie uilen (Noctuidae). De wetenschappelijke naam van deze soort is voor het eerst geldig gepubliceerd in 2011 door Hacker & Saldaitis.
De soort komt voor in tropisch Afrika.